# Kap Denison
Das Kap Denison ist ein felsiges Kap am Kopf der Commonwealth-Bucht an der ostantarktischen Georg-V.-Küste. Drei Kilometer nördlich vorgelagert sind die Mackellar-Inseln.
Entdeckt wurde es 1912 bei der Australasiatischen Antarktisexpedition (1911–1914) unter der Leitung des australischen Polarforschers Douglas Mawson, der hier das Basislager der Expedition errichteten ließ. Mawson benannte das Kap nach dem australischen Geschäftsmann Hugh Denison (1865–1940), einem Geldgeber der Forschungsreise.
Kap Denison mit seinen historischen Bauten unterliegt heute dem Schutz durch den Antarktisvertrag. Es wurde zum besonders geschützten Gebiet ASPA-162 und Mawsons Hütten zur historischen Stätte HSM-77 erklärt. Der Schutz als besonders verwaltetes Gebiet ASMA-3 lief 2014 mit Inkrafttreten eines neuen Managementplans für ASPA-162 aus. Wegen der hier brütenden Meeresvögel, insbesondere der Adeliepinguine, wird ein 102 Hektar großes Areal am Kap Denison von BirdLife International als Important Bird Area (AQ157) ausgewiesen.

## Bildergalerie

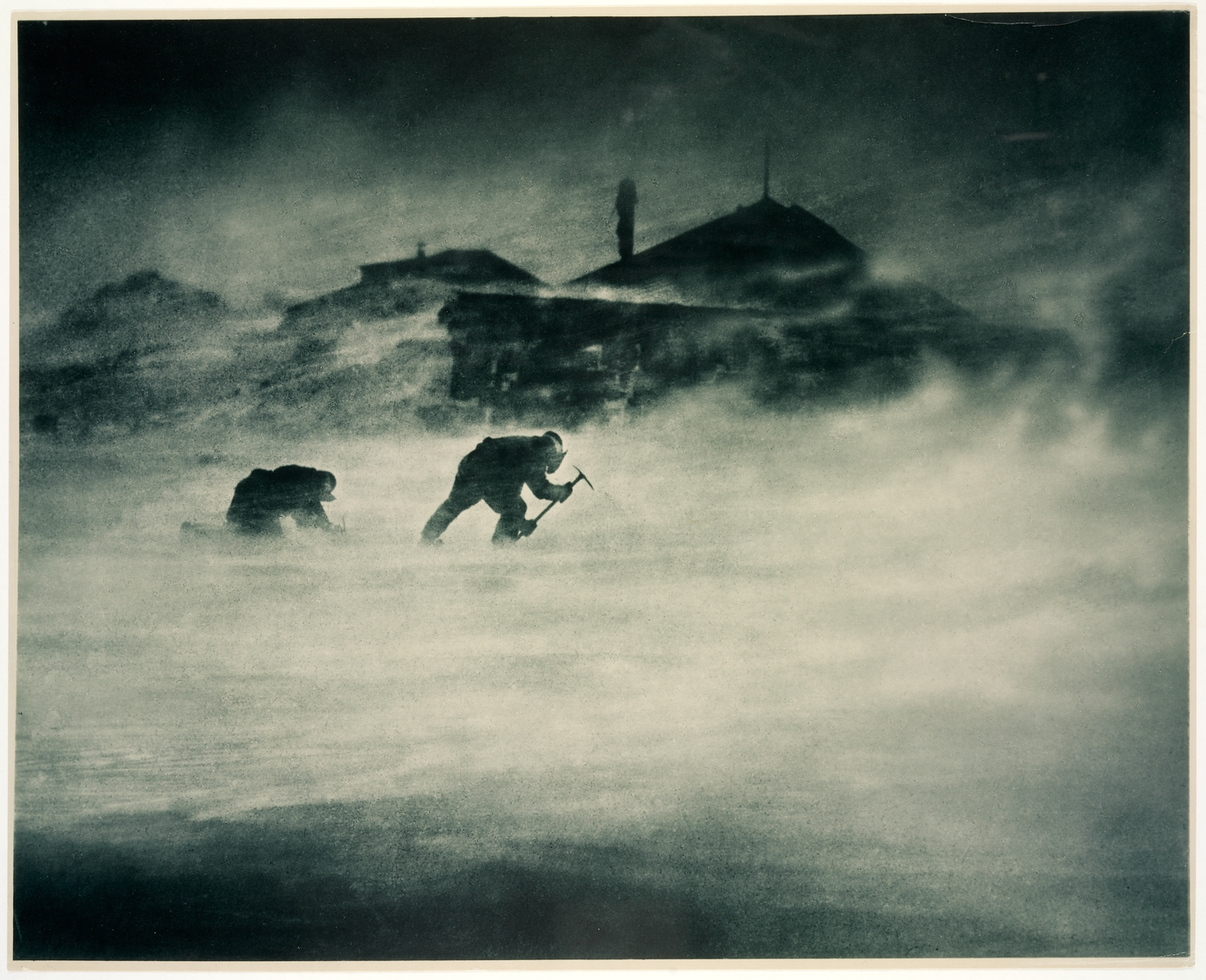
Sturm am Kap Denison (1912).
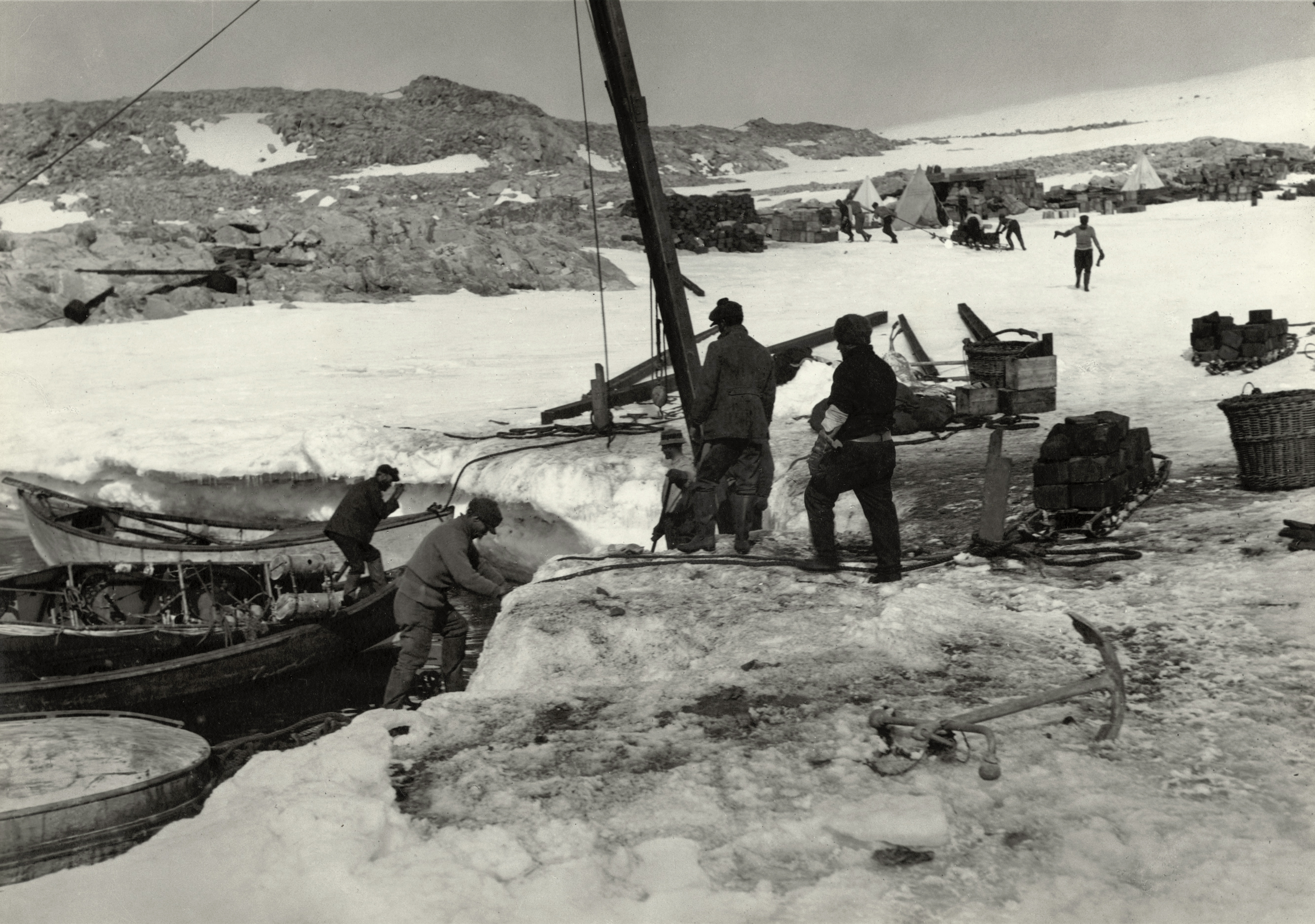
Entladen von Vorräten am Kap Denison (1911–1914)
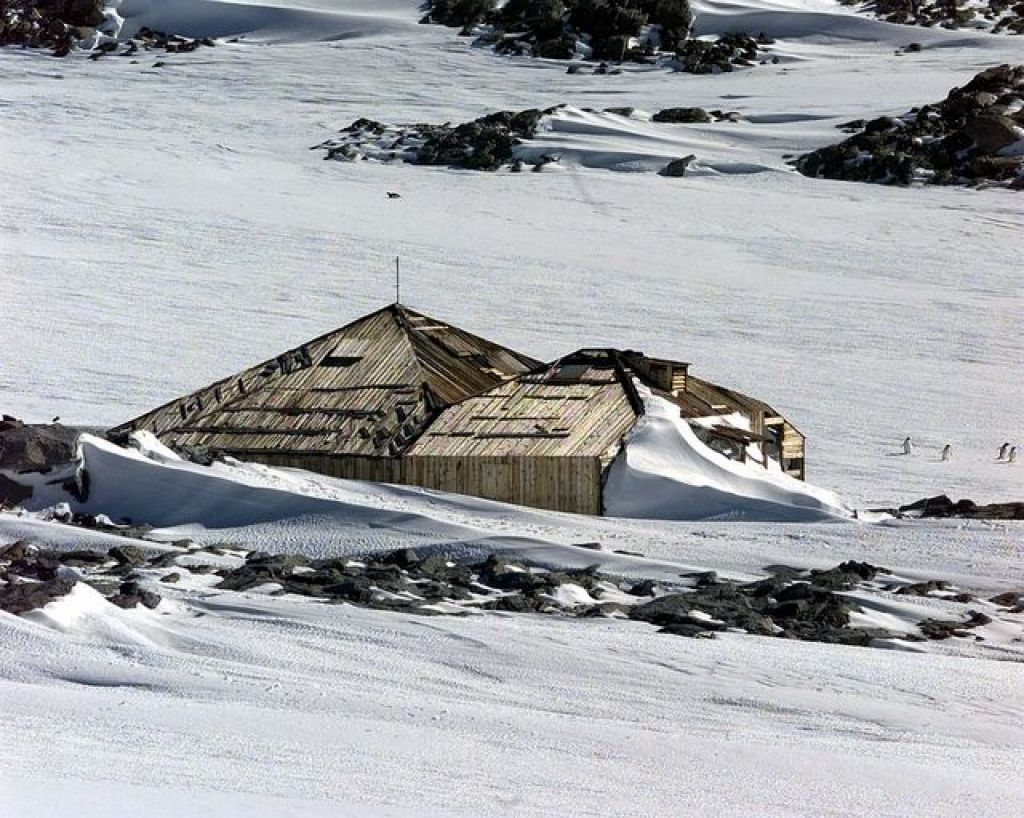
Mawson’s Huts (neueres Foto)